# Competentie Ontwikkel Plaatsen
Competentie Ontwikkel Plaatsen (COP) zijn politiebureaus van het Nederlandse Korps landelijke politiediensten (KLPD) waar agenten in opleiding praktijkervaring op kunnen doen. Deze opleidingsbureaus worden alleen bemand door studenten en ervaren begeleiders, welke alle taken controleren. Ieder bureau zal ongeveer twintig KLPD-aspiranten toegewezen krijgen, welke er circa twee maanden zullen werken.
Op 30 januari 2007 werden de eerste COPs geopend op het Stationsplein in 's-Hertogenbosch en op Station Amersfoort. Op deze bureaus krijgen aspirant-agenten praktijkopleiding in het echte politiewerk, waaronder het opnemen van aangiften, het surveilleren op en rondom het station en inzetbaarheid in de verkeersregeling bij evenementen. Indien een aangifte te ingewikkeld is wordt de aangever doorverwezen naar het reguliere politiebureau.
Later in het jaar 2007 zijn er ook op de luchthaven Schiphol twee COP's geopend. Hier worden studenten zowel voor gewone uniformdienst, als voor recherche opgeleid. Volgens de planning zou het aantal opleidingsbureaus op vier blijven staan, maar bij behoefte, zou uitbreiding mogelijk zijn. In november 2007 is er nog een COP geopend, in Zwolle.